# クリストファー・レイ
クリストファー・アッシャー・レイ （Christopher Asher Wray、1966年12月17日 - ）は、アメリカ合衆国の法律家。8代目アメリカ連邦捜査局長官を務めた。キング＆スポルディン法律事務所のパートナーでもある。ジョージ・W・ブッシュ政権でアメリカ合衆国司法省の犯罪部門の司法次官補であった。

## 経歴
1966年12月17日にニューヨーク州ニューヨークでセシル・レイとギルダ・レイとの間に誕生する。アンドーバーのフィリイップス・アカデミーで学ぶ。1989年にイェール大学を優秀な成績(Cum Laude)で卒業する。1992年にイェール大学ロースクールを卒業し、イェール・ロー・ジャーナルの編集長となって法務博士資格を得た。
卒業後の数年は連邦巡回区控訴裁判所のマイケル・ルティグ判事の事務員として過ごした。
1997年にジョージア州の検事補となる。2001年にはアメリカ合衆国司法省次官補兼司法長官代理となる。2003年にはジョージ・W・ブッシュ政権で司法省の犯罪部門の司法次官補となり、ジェームズ・コミー元FBI長官の部下であった。在任中はエンロン事件の捜査を指揮したことがある。
2005年にはエドムンド・ランドルフ賞を受賞する。これはアメリカ合衆国司法省の公共部門とリーダーシップへの最高の賞である。

### アメリカ連邦捜査局長官
2017年6月7日にドナルド・トランプ大統領はクリストファー・レイをアメリカ連邦捜査局長官に指名した。大統領は次のアメリカ連邦捜査局長官にレイを指名し、申し分の無い資格の持ち主だと述べた。
過去に大企業の弁護を数多く務めた経歴から利益相反が生じるおそれがあり、ノースウェスタン大学のスティーブン・ルベット教授（法曹倫理学）は、過去の顧客企業への捜査に関しては長官が捜査から外れる必要が生じる可能性があるが、その場合には副長官が指揮を執ることになると述べた。2017年8月1日にアメリカ合衆国上院にてクリストファー・レイをアメリカ連邦捜査局長官に起用する人事案が賛成多数で承認され、翌日の2017年8月2日に8代目アメリカ連邦捜査局長官に就任した。
2024年12月11日、トランプの大統領返り咲きを受け、翌年1月の大統領就任前に辞任する意向を表明した。トランプは大統領就任後にレイを解任する方針を示していた。